# كورنيليا سالونينا
جوليا كورنيليا سالونينا هي امبراطورة قرينة وهي زوجة الإمبراطور غالينوس. يعود أصلها لعائلة يونانية من بنطس. تزوجت من غالينوس قبل 10 سنين من توليه الحكم. أنجبت له ثلاثة أولاد وهم فاليريانوس و سالونينوس و مارينيانوس. نالت لقب أوغسطا في سنة 253. بقيت مع زوجها في الحكم حتى تم قتل زوجها أثناء حصار ميديولانوم في سنة 268 ولا يعرف مصيرها فيما بعد. فإما تم قتلها مع ابنها مارينيانوس وشقيق زوجها فاليريان الصغير أو أنها نفيت من ميلانو.